# Bilal Nichols
Bilal Shakur Nichols (Newark, Delaware, 14 de septiembre de 1996) más conocido como Bilal Nichols, es un jugador profesional estadounidense de fútbol americano que se desempeña en la posición de defensive tackle en Las Vegas Raiders, equipo de la National Football League (NFL).

## Carrera
Fue seleccionado en la quinta ronda en la Reunión Anual de Selección de Jugadores de la NFL de 2018. Hizo su debut profesional con el equipo Chicago Bears, en el cual jugó cuatro temporadas (2018-2022), luego pasó a Las Vegas Raiders, donde lleva jugando dos temporadas.